# Vladir Lemos
Vladir de Sá Lemos, mais conhecido como Vladir Lemos (Santos, 07 setembro de 1967), é um jornalista esportivo brasileiro.
Atualmente, é apresentador e Diretor de Esportes na TV Cultura.

## Carreira
É formado em Jornalismo pela Universidade Católica de Santos (UniSantos).
Começou a carreira no início da década de noventa como repórter da TV Tribuna, na cidade de Santos. No final da década de 1990, trabalhou para a RBS, em São Paulo, e em programas exibidos pelo SporTV e pela ESPN Brasil.
Em 1998, foi contratado pela TV Cultura como repórter e apresentador do programa Grandes Momentos do Esporte. Ao mesmo tempo trabalhou para o programa Cartão Verde. Em 2005, com a saída de Juca Kfouri do programa, assumiu o cargo de editor-chefe. Apresentou o programa Cartão Verde de 2006 até seu término, em 2020.
Entre maio de 2009 e janeiro de 2012 fez parte da equipe do programa Bate-Bola da ESPN Brasil como comentarista.
Em 2019, assume a Diretoria de Esportes da TV Cultura.
Em 10 de junho de 2020, na TV Cultura, estreou no comando do programa Revista do Esporte, acompanhado do ex-jogador Roberto Rivellino e pelos jornalistas Celso Unzelte e Vitor Birner.
Em abril de 2023, após quase três anos de ausência, o Cartão Verde volta à televisão brasileira, com Vladir na apresentação das duas edições semanais.
É autor de livros de poemas e de outros títulos inspirados pelo futebol, e documentários. Desde 2007 mantém no ar o blog "Letras, ataques e firulas".
É torcedor do Santos Futebol Clube.

## Obras

### Livros
- Dois poetas frente ao espelho (Folhia de Poesia, 1988)
- A Magia da Camisa 10[14] - com André Ribeiro (Verus, 2006)
- O dia em que me tornei santista[15] (Panda Books, 2007)
- A cabeça do Futebol (coletânea)[16] (Casa das Musas, 2009)
- Juízo, torcida brasileira[17] (Realejo, 2014)
- Os Dias em Mim[18] (Dobradura Editorial, 2016)
- Cinco Estações (2022)[19][20]

### Documentários
- Os caminhos do Tri (TV Cultura, 2000)
- A jogada da renúncia (TV Cultura, 2001)
- Gaudí – O Visionário (GNT, 2002)[21]
- Leônidas, o homem que venceu o tempo[22] (Bossa Nova Films, 2006)